# TEE Albert-Schweitzer
Le TEE Albert Schweitzer était un train reliant Dortmund à Strasbourg. Il tient son nom du médecin Albert Schweitzer.

## Parcours et arrêts
Horaires du Albert Schweitzer au service d'éte 1980
| TEE 9 | Pays      | Gare             | km  | TEE 8 |
| ----- | --------- | ---------------- | --- | ----- |
| 06:35 | Allemagne | Dortmund         | 0   | 21:52 |
| 06:55 | Allemagne | Essen            | 34  | 21:31 |
| 07:09 | Allemagne | Duisburg         | 54  | 21:20 |
| 07:23 | Allemagne | Düsseldorf       | 77  | 21:07 |
| 07:49 | Allemagne | Köln Hbf         | 117 | 20:43 |
| 08:08 | Allemagne | Bonn             | 151 | 20:21 |
| 08:41 | Allemagne | Koblenz          | 210 | 19:50 |
| 09:33 | Allemagne | Mainz            | 302 | 19:00 |
| 09:53 | Allemagne | Darmstadt        | 335 | 18:37 |
| 10:21 | Allemagne | Heidelberg       | 394 | 18:09 |
| 10:49 | Allemagne | Karlsruhe        | 448 | 17:42 |
| 11:05 | Allemagne | Baden-Baden West | 479 | 17:24 |
| 11:40 | Allemagne | Kehl             | 528 | 17:00 |
| 11:50 | France    | Strasbourg       | 535 | 16:40 |